# 기호일보
기호일보(畿湖日報)는 인천광역시 남동구 미래로32에 위치한 신문사로 인천시와 경기도를 주무대로 활동하는 지역신문이다. 경기교육신보의 후신이다.